# Литтл, Уильям Джон
Уильям Джон Литтл (англ. William John Little) — английский хирург, которому приписывают первую медицинскую идентификацию спастической диплегии, которую он наблюдал в 1860-х годах среди детей и был первым, кто её описал. Это заболевание несколько десятков лет называли болезнью Литтла.

## Жизнь
Уильям Литтл родился в Редлайоне в Уайтчепеле. Его родители Джон и Ханна содержали трактир.
Литтл перенёс в детстве полиомиелит с парапарезом, осложнённым косолапостью. Это побудило заняться его лечением подобных заболеваний, а также ортопедией. В юности он был учеником аптекаря, в возрасте 18 лет поступил в медицинскую школу при Лондонской больнице. В 1832 г. его приняли в королевский колледж хирургов. В 1837 г. Уильям Литтл написал докторскую диссертацию по тенотомии, но его монография на эту тему не была опубликована.
В дальнейшем Уильям Литтл отправился в Германию для изучения техники подкожной ахиллотомии у её основоположника Луи Штромайера, который впоследствии использовал этот метод для исправления деформированной стопы Литтла. Техника лечения, разработанная Штромайером и использованная Литтлом, используются и в настоящее время.
Среди многочисленных публикаций Литтла были «уродства человеческого тела» (1853), в котором он впервые описал псевдо-гипертрофическую миопатию. Также он изучал детский церебральный паралич.

## Семья
В семье Литтла родилось одиннадцать детей, среди которых был Эдуард Литтл, ставший хирургом, и Арчибальд Литтл — муж Алисии Литтл, агитировавшей против бинтования женщинам ног в Китае.